# 129216 Chloecastle
129216 Chloecastle este o planetă minoră (asteroid), cu un diametru de 3,07 km, din centura de asteroizi. A fost descoperită pe 10 iulie 2005 la Catalina Station⁠(d) de Catalina Sky Survey. 
Obiectul prezintă o orbită caracterizată de o semiaxă mare de 3,1148534273957 UAi, o excentricitate de 0,25, o înclinație de 15 ° în raport cu ecliptica.